# Burkhardt Krause
Burkhardt Krause (* 1950) ist ein deutscher Germanist.

## Leben
Nach dem Studium der Neueren deutschen Literaturwissenschaft, Mediävistik, Geographie und Biologie an der Universität Karlsruhe und dem Studium der Germanistik und Philosophie (und Mittleren deutschen Geschichte) an der Universität Heidelberg erwarb er 1979 die Promotion zum Dr. phil. in Karlsruhe (Bernd Thum und Peter Wapnewski) in Älterer deutscher Philologie. Nach der Habilitation 1993 an der Universität Mannheim (Ältere deutsche Philologie) und der Umhabilitation 1994 an der Universität Karlsruhe (Germanistische Mediävistik) lehrte er dort als außerplanmäßiger Professor.

## Schriften (Auswahl)
- Vorstudien zur Untersuchung einfacher Formen sprachlichen Handelns im Mittelalter. 1979, OCLC 43975337.
- Die Jagd als Lebensform und höfisches spil. Mit einer Interpretation des bast in Gottfrieds von Straßburg Tristan. Stuttgart 1996, ISBN 3-929030-42-X.
- mit Ulrich Scheck (Hrsg.): Verleiblichungen. Literatur- und kulturgeschichtliche Studien über Strategien, Formen und Funktionen der Verleiblichung in Texten von der Frühzeit bis zum Cyberspace. St. Ingbert 1996, ISBN 3-86110-089-4.
- mit Ulrich Scheck (Hrsg.): Emotions and cultural change – Gefühle und kultureller Wandel. Tübingen 2006, ISBN 3-86057-156-7.